# Arthur Sewall

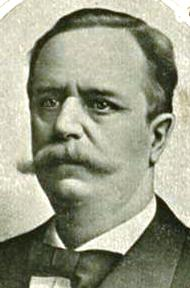
Arthur Sewall

Arthur Sewall, född 25 november 1835 i Bath, Maine, död 5 september 1900 i Sagadahoc County, Maine, var en amerikansk demokratisk politiker och skeppsredare. Han var Demokratiska partiets vicepresidentkandidat i presidentvalet i USA 1896.
Fadern var en betydande skeppsredare i Maine och Arthur följde i faderns fotspår. Med äldre brodern startade han rederiet E. & A. Sewall som efter broderns död år 1879 kom att heta Arthur Sewall & Co.
Sewall var dessutom länge verksam som bankdirektör och som verkställande direktör för järnvägsbolaget Maine Central Railroad 1884–1893.
Sewall var medlem i demokraternas federala partistyrelse Democratic National Committee 1888–1896. I presidentvalet 1896 nominerades William Jennings Bryan av både Populistpartiet och Demokratiska partiet. Medan de två partierna hade samma presidentkandidat, ställde de upp skilda vicepresidentkandidater. Republikanen William McKinley besegrade Bryan i presidentvalet med 271 elektorer mot 176; av Bryans 176 elektorer stödde 149 Sewall i valet av vicepresident, medan 27 röstade på populisten Thomas E. Watson. Till vicepresident valdes republikanen Garret Hobart som år 1899 avled i ämbetet.
Swedenborgianen Sewall gravsattes på Oak Grove Cemetery i Bath.